# Frisó de Wiedingharde
Frisó de Wiedingharde (Wiringhiirder freesk) és una varietat del frisó septentrional parlada a l'antic amt Wiedingharde, avui part de l'Amt Südtondern al districte de Nordfriesland al sud de la frontera entre Dinamarca i Frísia Septentrional, als marges del riu Wiedau. Forma part del grup continental dels dialectes nordfrisons, com el mooring, karrharder, goesharder i halliger. Encara que es troba adjacent a l'Amt Bökingharde, té més trets en comú amb el frisó goesharder. Com l'insular söl'ring, mostra influències del danès de la Jutlàndia meridional. El 2019 encara hi havia uns pocs centenars de persones que el parlen, no hi ha cap estadística precisa. El dialecte és molt amenaçat.
Peter Jensen (1861-1939) va ser el primer per fer-ne un cànon escrit i un diccionari que va ser publicat el 1927. La seva obra literària molt rica va caure en oblit. Per salvar-lo de l'oblit, a la primeria del XXI, el Nordfriisk Institut va començar a reeditar-ne unes obres.
L'associació d'història local de  Naischöspel (Neukirchen) organitza cursos d'aquesta varietat de frisó.